# Fabricio Fontanini
Fabricio Bautista Fontanini (Rafaela, 30 marzo 1990) è un ex calciatore argentino, di ruolo difensore.